# الاحتلال الياباني لكمبوديا

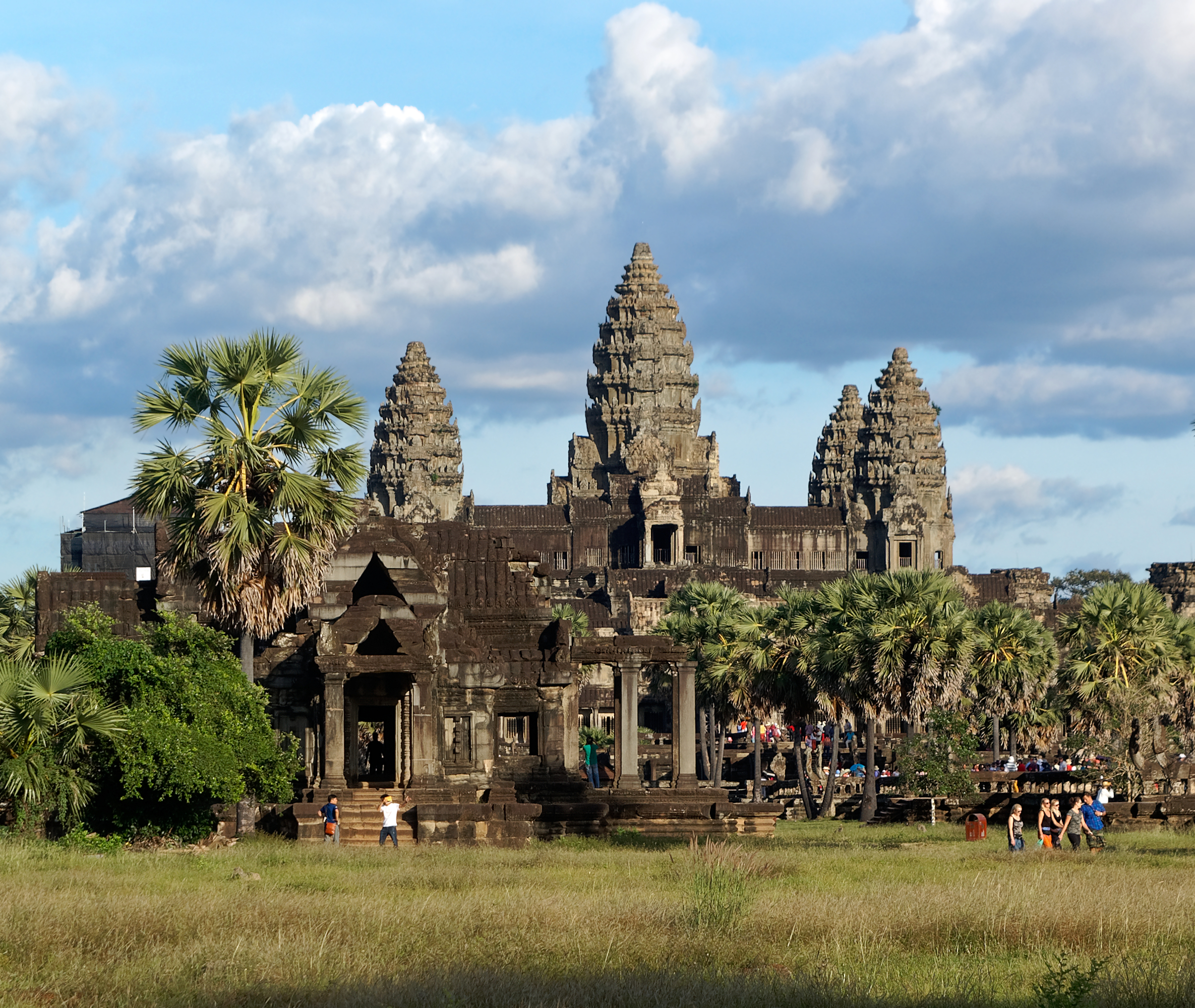
معبد أنغكور وات في كمبوديا

حدث الاحتلال الياباني لكمبوديا (بالخميرية: ការត្រួតត្រារបស់ជប៉ុននៅកម្ពុជា)‏ بحسب فترة التاريخ الكمبودي إبان الحرب العالمية الثانية عندما احتل اليابانيون مملكة كمبوديا. حافظت فرنسا الفيشية، التي كانت دولة عميلة لألمانيا النازية، اسميًا على الحماية الفرنسية على كمبوديا وأجزاء أخرى من الهند الصينية خلال معظم فترة الاحتلال الياباني. حُد من هذه المنطقة في كمبوديا، من خلال امتيازات لتايلاند بعد الحرب الفرنسية التايلاندية، بحيث لا تشمل محافظة ستونغ ترينغ، ومحافظة باتامبانغ، ومحافظة سيم رياب.
حُررت باريس في أواخر صيف عام 1944، وفي أوائل عام 1945 تسبب انقلاب ياباني في الهند الصينية الفرنسية في انفصال كمبوديا رسميًا عن فرنسا المحررة حديثًا. أعلنت كمبوديا نفسها دولة مستقلة، واستمر الوجود العسكري الياباني خلال الفترة القصيرة المتبقية من الحرب.
استمر الاحتلال الياباني في كمبوديا من عام 1941 حتى عام 1945، وبشكل عام، نجا السكان الكمبوديون من الوحشية التي ارتكبها المحتلون اليابانيون على المدنيين في دول أخرى في جنوب شرق آسيا. بعد الإطاحة بحكومة فرنسا الاسمية الاستعمارية في الهند الصينية عام 1945، أصبحت كمبوديا دولة دمية (مصطلح يطلق على دولة يُزعم أنها مستقلة ولكنها في الحقيقة تعتمد على قوة خارجية) موالية لطوكيو حتى استسلام اليابان.

## خلفية تاريخية
تركت الحرب الفرنسية التايلاندية 1940-1941 السلطات الاستعمارية الهندية الصينية في موقف ضعف. وقعت الحكومة الفيشية اتفاقية مع اليابان للسماح للجيش الياباني بالعبور عبر الهند الصينية الفرنسية ونشر القوات في شمال فيتنام بحد أقصى 25000 رجل.
في هذه الأثناء، استغلت الحكومة التايلاندية، بقيادة المارشال الميداني بلايك فيبونسونغكرام الموالي لليابان، وعززت بموجب معاهدة الصداقة مع اليابان، واستغلت الموقف الضعيف لفرنسا، وغزت المقاطعات الغربية في كمبوديا التي كان لها مطالبات تاريخية بها. بعد هذا الغزو، استضافت طوكيو التوقيع على معاهدة في مارس عام 1941 حيث أجبرت الفرنسيين رسميًا على التخلي عن محافظات باتامبانغ، وسيم رياب، وكوه كونغ بالإضافة إلى امتداد ضيق للأرض بين خط العرض الخامس عشر وجبال دانجريك في محافظة ستونغ ترينغ.
ونتيجة لذلك، فقدت كمبوديا ما يقارب نصف مليون مواطن وثلث مساحتها السابقة لصالح تايلاند.

## الاحتلال الياباني
في أغسطس عام 1941، دخل الجيش الإمبراطوري الياباني محمية كمبوديا الفرنسية وأنشأ موقع عسكري قوامه نحو 8000 جندي. على الرغم من وجودهم العسكري، سمحت السلطات اليابانية للمسؤولين الاستعماريين الفرنسيين الفيشيين المتعاونين بالبقاء في وظائفهم الإدارية.
في 20 يوليو عام 1942، كانت هناك مظاهرة كبيرة مناهضة للفرنسيين في بنوم بنه بعد إلقاء القبض على راهب بارز، هيم تشيو، بحجة إلقاء خطب دينية تحريضية للميليشيا الاستعمارية. اعتقلت السلطات الفرنسية زعيم المظاهرة، باخ تشويون، ونفوه إلى سجن جزيرة كون سون. كان باخ تشوين مفكرًا كمبوديًا محترمًا، مرتبطًا بالمعهد البوذي ومؤسس ناجارافاتا، أول صحيفة سياسية صريحة باللغة الخميرية في عام 1936، جنبًا إلى جنب مع سيم فار.